# Andreas Siljeström

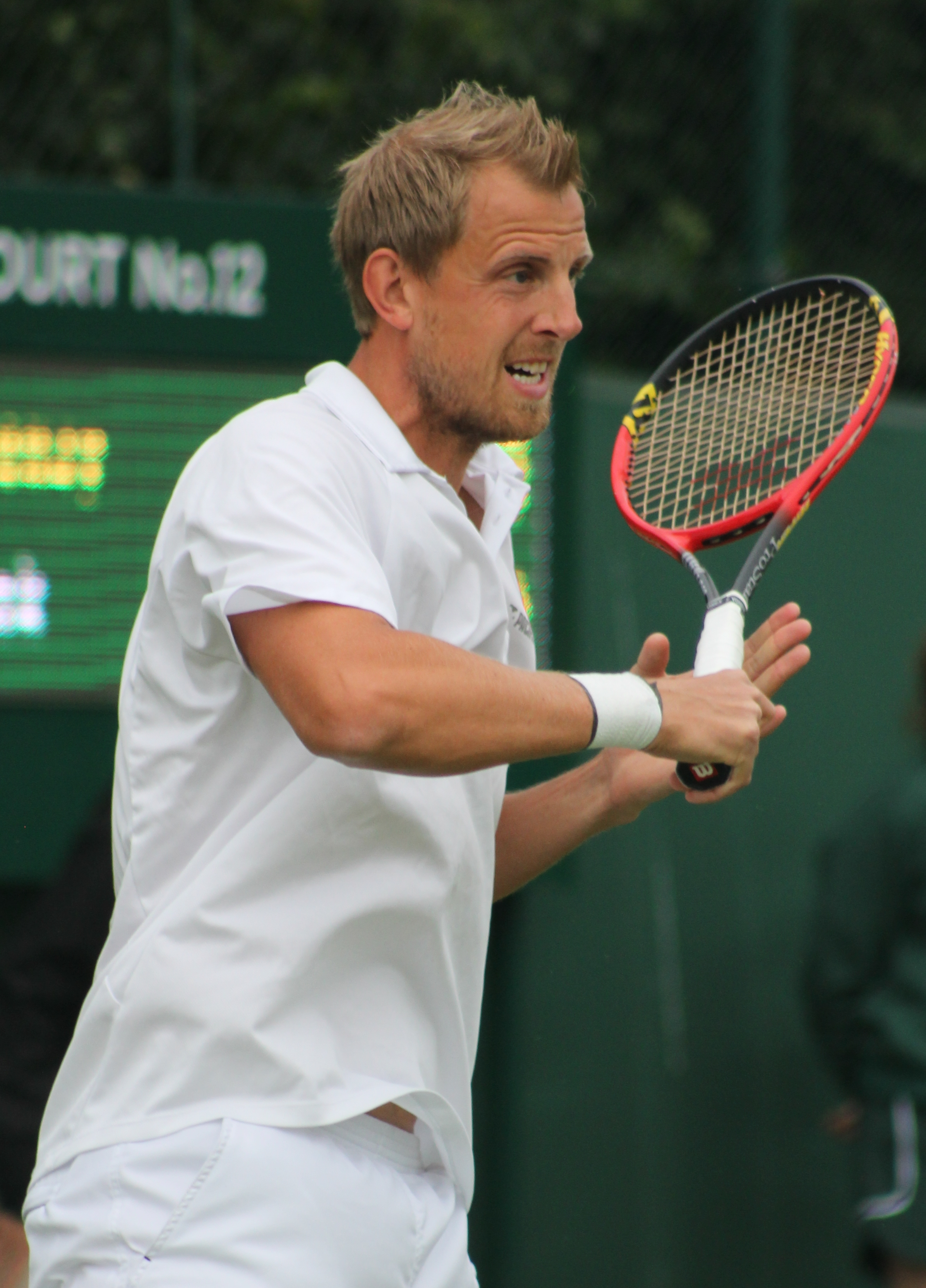

Andreas Siljeström (21 de julho de 1981) é um tenista profissional sueco que se especializou em duplas. Sua melhor classificação de simples é o N°. 964 da ATP alcançado em 8 de março de 2010, enquanto nas duplas, conquistou a posição de N°. 57 da ATP em 14 de maio de 2012.
Siljeström tem dois vice-campeonatos de torneios ATP em duplas. O primeiro foi em 2011 no ATP de Bastad e o segundo em 2012 no ATP de Belgrado.

## Biografia
Siljeström começou a jogar tênis com idade de oito anos. Fala Sueco, Inglês, um pouco de alemão e tcheco. Seu pai é um engenheiro nuclear e sua mãe, Dana, é uma arquiteta. Seus torneios favoritas são Estocolmo, Bastad e US Open. Seus Ídolos eram Stefan Edberg e Pete Sampras. Seus Hobbies incluem assistir a esportes e socializar com os amigos. Seu objetivo no tênis é "alcançar o Top 10 e ser o melhor que posso ser".